# Łukasz Przedpełski
Łukasz Przedpełski (ur. 5 maja 1992) – polski żużlowiec.
Sport żużlowy uprawiał od 2009, w którym w barwach klubu Unibax Toruń zdobył złoty medal młodzieżowych drużynowych mistrzostw Polski. W 2012 zadebiutował w żużlowej Ekstralidze oraz zdobył dwa brązowe medale: w drużynowych mistrzostwach Polski (w barwach KS Toruń) oraz w młodzieżowych mistrzostwach Polski par klubowych (w barwach WTS Warszawa).
Brat Pawła Przedpełskiego, również żużlowca.